# Lowshan
Lowshān o Loshān (farsi لوشان) è una città dello shahrestān di Rudbar, circoscrizione Centrale, nella provincia di Gilan. Aveva, nel 2006, una popolazione di 14.596 abitanti.